# Jacques Degrandcourt
Jacques Degrandcourt est un résistant français né à Châlons-en-Champagne (Châlons-sur-Marne à l'époque) le 26 décembre 1919, mort à Vaihingen-sur-l'Enz le 15 février 1945.

## Biographie
Se destinant à une carrière d'architecte, il intègre l’École des Beaux-arts,. Il a réalisé de nombreux projets qui ont été offerts à la ville de Châlons-en-Champagne par son fils Bruno Degrandcourt et sa femme Denise Pestre.
Il fut une figure importante de la Résistance. C’est à lui que l’on doit la création du groupe Melpomène, le seul groupe de résistants châlonnais,,. Il fut déporté en juillet 1944, et a sauvé Trygve Bratteli - qui deviendra par la suite le Premier ministre norvégien - des coups d’un officier SS. Peu avant la Libération, Jacques Degrandcourt décèdera d’épuisement dans le camp de concentration de Vaihingen en Allemagne, le 15 février 1945,. Il avait 25 ans. 

## Publications
Deux livres, rassemblant l’œuvre de Jacques Degrandcourt ont été écrits par sa petite fille Hélène Degrandcourt et édité par blurb 

## Hommages
En 2014, une exposition en trois lieux à Châlons-en-Champagne permet de découvrir sa production graphique et sa vie,.